# Dálnice M10 (Bělorusko)
M10 je běloruská dálnice, která vede od východu na západ přes Homelskou a Brestskou oblast. Vzájemně propojuje mezi sebou rajónní centra Polesí.
Začíná u hranic s Ruskem a vede na západ přes města Dobruš, Homel, Rečyca, Vasilevičy, Kalinkavičy, Mazyr, Petrykaŭ, Žytkavičy, Mikaševičy, Luniněc, Pinsk, Ivanava, Drahičyn, Antopal a končí v Kobryně. Na východě pokračuje federální dálnicí M13.

## Trasa
Délka trasy je přibližně 526 km.
| Km (přibl.) |  | Název                           | Jiné trasy   |
| ----------- |  | ------------------------------- | ------------ |
|             |  | Rusko                           | M13          |
| 0 km        |  | bývalý hraniční přechod Selyšče |              |
| 23 km       |  | Dobruš                          | P124         |
| 41 km       |  | Homel                           |              |
| 44 km       |  | Homel                           | ,            |
| 52 km       |  | Homel                           |              |
| 58 km       |  |                                 | ,            |
| 86 km       |  | Rečyca                          | P32          |
| 93 km       |  | Rečyca                          | P33          |
| 131 km      |  | Vasilevičy                      |              |
| 166 km      |  | Kalinkavičy                     | P31          |
| 168 km      |  | Kalinkavičy, Mazyr              | P131         |
| 224 km      |  | Petrykaŭ                        |              |
| 268 km      |  |                                 | P57          |
| 275 km      |  | Žytkavičy                       | P88          |
| 303 km      |  | Mikaševičy                      | P23          |
| 346 km      |  | Luniněc                         | P13          |
| 402 km      |  | Pinsk                           | P6           |
| 441 km      |  | Ivanava                         | P144         |
| 468 km      |  | Drahičyn                        | P136         |
| 472 km      |  | Drahičyn                        | P84          |
| 496 km      |  | Antopal                         |              |
| 522 km      |  |                                 | ,            |
| 526 km      |  | Kobryn                          | , P2, , P102 |